# Camille Solis
Stephanie Camille Solis (nascida em 16 de novembro de 1971) é uma ex-ciclista olímpica belizenha. Representou sua nação nos Jogos Olímpicos de Verão de 1992 e 1996.